# Фестивал дечјег стваралаштва – ФЕДЕС
Фестивал дечјег стваралаштва – ФЕДЕС  организује се од 2008. године  у Прокупљу у циљу промоција дечјег стваралаштва.
Фестивал дечјег стваралаштва се одржава крајем фебруара и траје пет дана. На овом фестивалу се такмиче деца узраста до 15 година, а приредбе се одржавају за све основне школе на подручју Топличког округа. Такмичење се састоји у певању, писању, сликању и свирању. Најуспешнијим извођачима додељују се вредне награде. Организује се и караван „Дечија песма“ који обилази све основне школе у Топличком округу, а публика својим гласовима бира најбољу песму и извођача.
Организатори ФЕДЕС-а су Дом културе „Радивој Увалић Бата“ и Основна музичка школа „Корнелије Станковић“ из Прокупља.